# FC Western
Der Football Club Western war ein schottischer Fußballverein aus Glasgow, der von 1873 bis 1878 bestand. 

## Geschichte
Der FC Western wurde im Jahr 1873 gegründet. Zwischen 1873 und 1877 nahm der Verein am schottischen Pokal teil. Größter Erfolg war dabei in der Spielzeit 1875/76 das Erreichen des Viertelfinales. Dort schied der Verein gegen den späteren Finalisten Third Lanark aus dem Wettbewerb aus. Der Verein wurde 1878 aufgelöst.